# Skytte vid olympiska sommarspelen 1976
De olympiska tävlingarna i skytte 1976 avgjordes mellan den 18 och 24 juli i Montréal. Totalt deltog 344 tävlande, 336 män och åtta kvinnor, från 60 länder i tävlingarna.

## Medaljfördelning
| Gren                                       | Guld                            | Silver                           | Brons                             |
| Snabbpistol Detaljer...                    | Östtyskland Norbert Klaar       | Östtyskland Jürgen Wiefel        | Italien Roberto Ferraris          |
| Fripistol Detaljer...                      | Östtyskland Uwe Potteck         | Östtyskland Harald Vollmar       | Österrike Rudolf Dollinger        |
| 50 meter gevär, liggande Detaljer...       | Västtyskland Karlheinz Smieszek | Västtyskland Ulrich Lind         | Sovjetunionen Gennadij Lushchikov |
| 50 meter gevär, tre positioner Detaljer... | USA Lenny Bassham               | USA Margaret Murdock             | Västtyskland Werner Seibold       |
| 50 meter rörligt mål Detaljer...           | Sovjetunionen Aleksandr Gazov   | Sovjetunionen Aleksandr Kedjarov | Polen Jerzy Greszkiewicz          |
| Trap Detaljer...                           | USA Donald Haldeman             | Portugal Armando Marques         | Italien Ubaldesco Baldi           |
| Skeet Detaljer...                          | Tjeckoslovakien Josef Panáček   | Nederländerna Eric Swinkels      | Polen Wiesław Gawlikowski         |

## Medaljtabell
| Pl. | Nation          | Guld | Silver | Brons | Totalt |
| --- | --------------- | ---- | ------ | ----- | ------ |
| 1   | Östtyskland     | 2    | 2      | 0     | 4      |
| 2   | USA             | 2    | 1      | 0     | 3      |
| 3   | Sovjetunionen   | 1    | 1      | 1     | 3      |
| 3   | Västtyskland    | 1    | 1      | 1     | 3      |
| 5   | Tjeckoslovakien | 1    | 0      | 0     | 1      |
| 6   | Nederländerna   | 0    | 1      | 0     | 1      |
| 6   | Portugal        | 0    | 1      | 0     | 1      |
| 8   | Italien         | 0    | 0      | 2     | 2      |
| 8   | Polen           | 0    | 0      | 2     | 2      |
| 9   | Österrike       | 0    | 0      | 1     | 1      |